# Birom (peuple)
Pour les articles homonymes, voir Birom.
Les Birom sont une population d'Afrique de l'Ouest, vivant au centre du Nigeria, dans l'État du Plateau.

## Ethnonymie
Selon les sources et le contexte, on observe différentes formes : Aboro, Afango, Akut, Akuut, Baho, Berom, Berum, Biroms, Boro-Aboro, Borom, Bouroum, Burum, Burumawa, Gbang, Kibbo,  Kibbum, Kibo, Kibyen, Nisine, Shaushau, Shosho, Sine, Worom.

## Langue
Leur langue est le birom, une langue du plateau nigerian de la famille des langues bénoué-congolaises.